# مستشفى سانت بول (هونغ كونغ)
مستشفى سانت بول (بالصينية: 聖保祿醫院) هو مستشفى كاثوليكي في هونغ كونغ.
نما المستشفى من أنشطة الرعاية الصحية التي تقوم بها راهبات سانت بول دي شارتر للفقراء والمحرومين في مناطق وان تشاي وهابي فالي في جزيرة هونغ كونغ، والتي بدأت في منتصف القرن التاسع عشر بعدما تأسست الرهبنة في المستعمرة البريطانية آنذاك.
مستشفى اليوم القديس بولس هو مستشفى حديث ومتطور يقع في منطقة جسر خليج جزيرة هونغ كونغ. يملك المستشفى أكثر من 400 سرير ويملك معدات ممتازة، ويقدم مجموعة واسعة جدا من التخصصات. حيث يتم التعامل مع جميع المرضى ورعايتهم بغض النظر عن اللون أو العرق أو العقيدة.
يملك مستشفى سانت بول على معايير تعليمية عالية وهو عضو في جمعية المستشفيات الخاصة في هونغ كونغ. من خلال استطلاعات أعتمد مستشفى سانت بول مرتين سنويًا من قبل نظام الاعتماد QHA ومجموعة الاعتماد للرعاية الصحية الدولية الكبرى.